# ایلخان

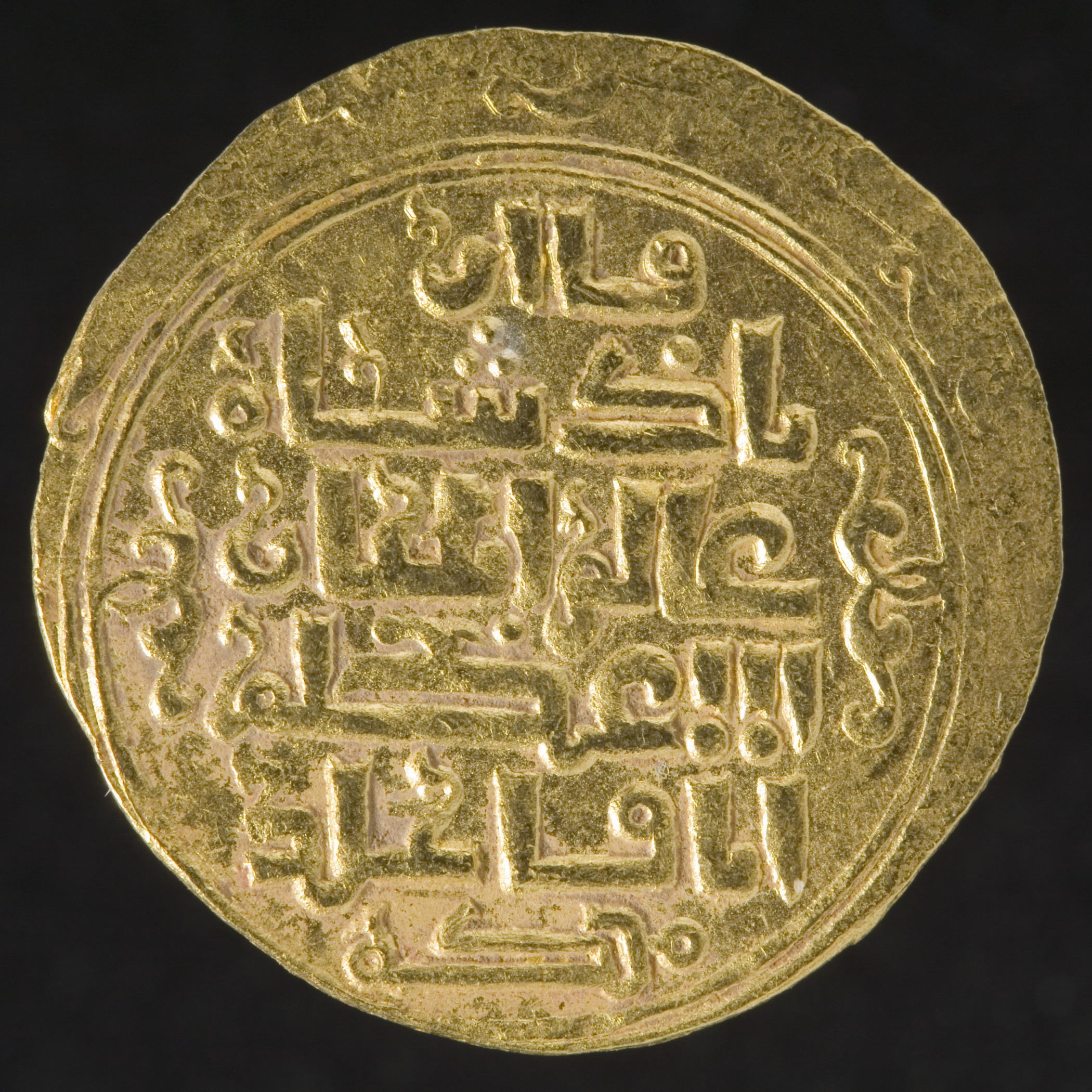
سکه طلا با عبارت «قاآن پادشاه عالم (اشاره به قوبلای خان) ایلخان الاعظم اباقا خلد ملکه»

ایلخان یا ایلقان (مغولی: Ил хан, Il-khan مغولی سنتی: ᠢᠯᠬᠠᠨ, Ilqan)، عنوانی با منشأ ترکی-مغولی است که از دو بخش خان (یک عنوان رایج در میان سران ترک و مغول) و واژه ایل (il / el) تشکیل شده‌است. ایل بسته به موقعیت کاربردی آن، معانی چون «قبیله»، «اتحادیه»، «تبار»، «حکومت»، «مردم» و «ملت» می‌دهد. ایلخان در اصل برابری برای عناوینی چون سلطان و پادشاه است؛ بااین‌حال در ایران از دوره زندیه به رؤسای ایلات بزرگ کشور به‌ویژه دو ایل بختیاری و قشقایی ایلخان گفته شد.
اصطلاح ایلخان در زبان فارسی بیشتر «خان تابع» معنی می‌دهد، زیرا هولاکو خان و فرزندانش که در ایران استقرار داشتند، تابع خان بزرگ مغول در شرق آسیا بودند. از سکه‌های ایلخانی چنین برمی‌آید که نام خان بزرگ عموماً با عنوان قاآن همراه بوده و اسامی حاکمان ایلخانی با عنوان ایلخان یا خان قید می‌شده‌است. با رسمیت یافتن اسلام در زمان غازان، وی برای نخستین بار عنوان قاآن را برای خود به‌کار برد تا بر استقلال از دستگاه خان بزرگ تأکید کند. اولجایتو، برادر و جانشین غازان، عنوان ایلخان را دچار دگرگونی معنایی کرد و آن را چنان والامقام قرار داد تا برابری برای عنوان قاآن شود. این عنوان بر سکه‌های ایلخانی در ترکیب با صفات عربی چون «ایلخان الاعظم»، «ایلخان المعظم» و «ایلخان بنی‌آدم» ذکر شده‌است.
عنوان «ایلیگ قاغان» (خط اورخون: 𐰃𐰞𐰞𐰃𐰏𐰴𐰍𐰣) در ترکی باستان که لقب بومین خان، بنیان‌گذار خاقانات گوک‌ترک بود را برابر عنوان ایلخان دانسته‌اند.